# Punta Médanos Negros
La punta Médanos Negros es un accidente geográfico costero ubicado en el departamento Deseado en la Provincia de Santa Cruz (Argentina), más específicamente en la posición  47°59′29″S 65°55′43″O / -47.99139, -65.92861. Se ubica en la parte central de la bahía de los Nodales, al sur de isla Lobos (Argentina) y al norte de punta Ramos y punta Medanosa. A 2 kilómetros al este se encuentra la isla Guano.
La punta está constituida por una serie de afloramientos rocosos porfíricos de la formación Bahía Laura unidos por sedimentos arenosos que conforman la playa. En parte la punta se halla cubierta por sedimentos eólicos de origen holocénico, donde se registran algunas acumulaciones medanosas en erosión eólica activa en la parte norte y este, mientras que existen otros sectores donde la cubierta vegetal no ha sido erosionada. En las cercanías se encuentra el casco de una estancia, que ofrece servicios turísticos para los pescadores que visitan la zona. 